# A. S. Byatt

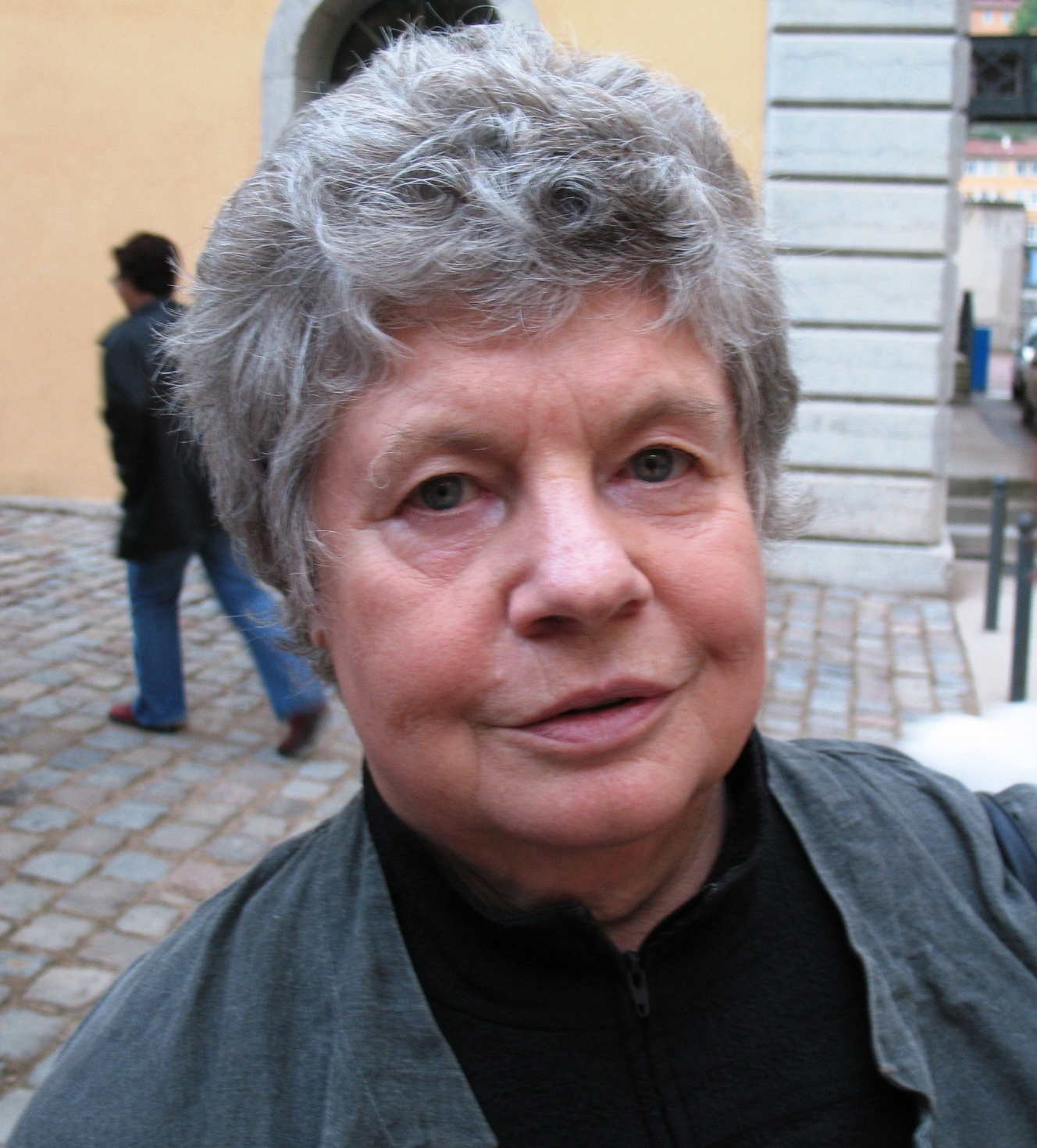
A. S. Byatt (2007)

Dame Antonia Susan Byatt DBE (geborene Antonia Susan Drabble; * 24. August 1936 in Sheffield; † 16. November 2023 in London) war eine britische Schriftstellerin.

## Leben
Antonia S. Drabble wurde 1936 als Tochter des britischen Kronanwalts und Schriftstellers John Frederick Drabble und der Lehrerin Kathleen Bloor in Sheffield geboren. Die Schriftstellerin Margaret Drabble, Richard Drabble und Helen Langdon sind ihre Geschwister. Die Familie zog infolge des Bombardements der Stadt durch die deutsche Luftwaffe 1940 (Sheffield Blitz) nach York. Drabble wurde in York in einer Quäkerschule unterrichtet. Später studierte sie am Newnham College, Cambridge, in Philadelphia am Bryn Mawr College und an der Oxford University. Sie lehrte mehrere Jahre an der London University, an der Central School of Art and Design und dem University College in London. Sie gab 1983 das Lehramt auf, um sich ganz dem Schreiben zu widmen.
A. S. Byatts erster Roman, The Shadow of the Sun, erschien 1964. Er handelt von einem jungen Mädchen, das im Schatten ihres dominanten Vaters aufwächst. Es folgten u. a. die Romane The Game (1968), The Virgin in the Garden (1978) und Still Life (1985) sowie der Erzählband Sugar and Other Stories (1987). Für ihren Roman Possession (Besessen), der zugleich Liebesgeschichte und Kriminalstory ist, erhielt sie 1990 den Booker Prize. Sie war auch eine bekannte Literaturkritikerin, die für das Times Literary Supplement, die Sunday Times und die BBC schrieb.
Im Jahr 1959 heiratete sie Ian Charles Rayner Byatt, mit dem sie eine Tochter und einen Sohn bekam. Sie hat zwei weitere Töchter mit ihrem zweiten Mann, Peter Duffy, den sie 1969 heiratete.
Byatt lebte in Putney, London, wo sie am 16. November 2023 im Alter von 87 Jahren starb.

## Auszeichnungen
- 1990 gewann ihr Roman Possession den Booker Prize und Königin Elisabeth II. verlieh ihr den Titel Commander of the Order of the British Empire.
- 1995 erhielt sie den italienischen Premio Malaparte
- 1999 wurde sie zur Dame Commander ernannt.
- 2002 erhielt sie den Shakespeare-Preis der Hamburger Alfred Toepfer Stiftung.
- 2014 wurde sie als ausländisches Ehrenmitglied in die American Academy of Arts and Sciences gewählt.
- 2016 wurde ihr der Erasmuspreis zugesprochen.
- 2017 wurde sie als Ehrenmitglied in die British Academy aufgenommen.[6]
- 2017 erhielt sie den Park-Kyung-ni-Literaturpreis.
- 2018 erhielt sie den Hans-Christian-Andersen-Literaturpreis.

## Werke
- 1964 The Shadow of the Sun
- 1968 The Game

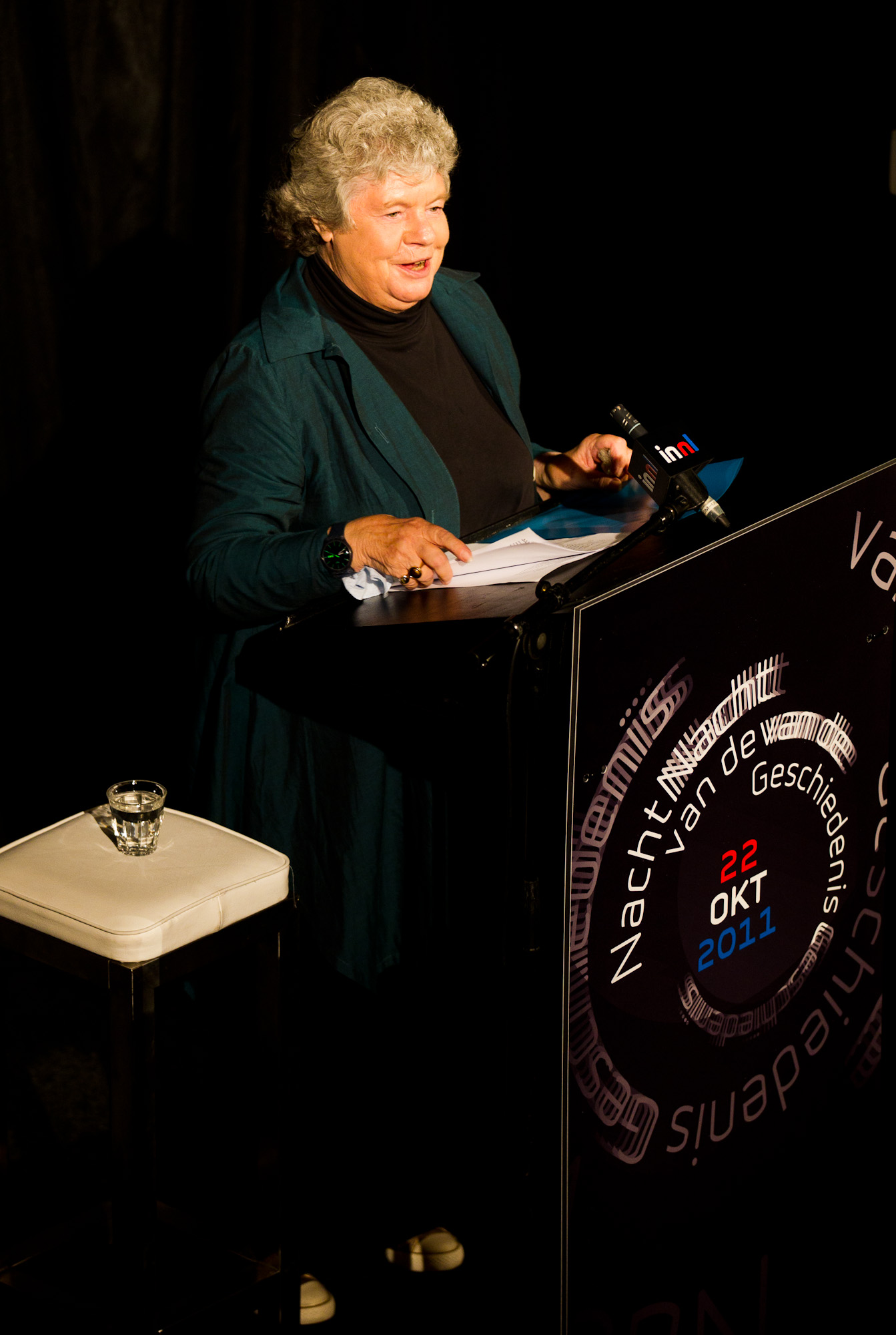
A. S. Byatt (2011)

- 1970 Degrees of Freedom – The Novels of Iris Murdoch
- 1970 Wordsworth and Coleridge in their Time
- 1976 Iris Murdoch
- 1978 The Virgin in the Garden (D: 1998 Die Jungfrau im Garten, Übers.: Christa E. Seibicke)
- 1979 The Mill on the Floss – George Eliot
- 1982 The Song of the Lark
- 1983 The Game
- 1985 Still Life
- 1986 The House in Paris
- 1987 Sugar and other stories
- 1990 Possession. A Romance. (D: 1993 Besessen. Roman, Übers.: Melanie Walz)
- 1991 Passions of the Mind
- 1992 Angels and Insects. Two Novellas.
- 1993 The Matisse Stories (D: 1996 Erzählungen um Matisse, Übers.: Melanie Walz)
- 1994 The Djinn in the Nightingale’s Eye (D: 1995 Der verliebte Dschinn, Übers.: Melanie Walz)
- 1994 Morpho Eugenia (D: Die Verwandlung des Schmetterlings, Übers.: Melanie Walz)
- 1995 D: Die Geschichte von der ältesten Prinzessin und andere Märchen, Übers.: Melanie Walz
- 1995 D: Zucker. Erzählung, Übers.: Melanie Walz
- 1995 D: Geisterbeschwörung, Übers.: Melanie Walz
- 1996 Babel Tower (D 2004: Der Turm zu Babel, Übers.: Brigitte Heinrich u. Melanie Walz)
- 1998 Elementals. Stories of Fire and Ice (D: 2002 Geschichten von Feuer und Eis, Übers.: Melanie Walz)
- 1998 The Oxford Book of English Short Stories (Herausgeberin)
- 1998 The Pocket Canons Bible. The Song of Solomon (D: 2000 Das Bibel-Projekt. Das Hohelied Salomons, Übers.: ?)
- 2000 On Histories and Stories. Selected Essays
- 2000 The Biographer’s Tale (D: 2001 Das Geheimnis des Biographen, Übers.: Melanie Walz)
- 2002 A Whistling Woman (D: 2006 Frauen, die pfeifen. Frankfurt am Main/Leipzig, Insel Verlag, ISBN 3-458-17309-9)
- 2003 The Little Black Book of Stories
- 2003 D: Geschichten von Erde und Luft, Übers.: Melanie Walz
- 2005 D: Stern- & Geisterstunden : Erzählungen, Übers: Melanie Walz, Eichborn 2005, Reihe Die Andere Bibliothek, ISBN 978-3-8218-4552-4.
- 2009 The Children’s Book (D: 2011 Das Buch der Kinder. Aus dem Englischen von Melanie Walz. S. Fischer Verlag, Frankfurt 2011, ISBN 978-3-10-004417-4[7])
- 2011 Ragnarok: The End of the Gods (D: 2012 Ragnarök. Das Schicksal der Götter. Aus dem Englischen von Susanne Röckel, Berlin-Verlag, 2012)
- 2016 Peacock & Vine: On William Morris and Mariano Fortuny, Knopf Doubleday, New York ISBN 978-1101947470[8]

## Verfilmungen
- 1995: Engel und Insekten (Angels and Insects) – nach der Novelle „Morpho Eugenia“
- 2002: Besessen (Possession)
- 2022: Three Thousand Years of Longing – basierend auf der Kurzgeschichte „The Djinn in the Nightingale’s Eye“ (dt. „Der verliebte Dschinn“)

## Belege
1. ↑  Sam Leith: Interview: A. S. Byatt. In: The Guardian. 24. April 2009, ISSN 0261-3077 (theguardian.com [abgerufen am 16. Dezember 2018]).
2. ↑  A. S. Byatt | British scholar, literary critic, and novelist. Abgerufen am 16. Dezember 2018 (englisch).
3. ↑  Mira Stout: What Possessed A. S. Byatt? Abgerufen am 16. Dezember 2018 (englisch).
4. ↑  A. S. Byatt (24. August 1936 – 16. November 2023). In: penguin.co.uk. 17. November 2023, abgerufen am 17. November 2023 (englisch).
5. ↑  Nicole Vassell: Author of Possession and The Children’s Book AS Byatt dies aged 87. In: independent.co.uk. 17. November 2023, abgerufen am 18. November 2023 (englisch).
6. ↑  Elections to the British Academy celebrate the diversity of UK research. British Academy, 21. Juli 2017, abgerufen am 21. Juli 2017 (englisch).
7. ↑  Wie die gerechtere, bessere Welt verging. (Memento vom 7. Oktober 2011 im Internet Archive) In: FAZ. 1. Oktober 2011, S. 35.
8. ↑  Fiona MacCarthy: Peacock and Vine by AS Byatt review – Mariano Fortuny and William Morris, masters of design. In: The Guardian. 1. Juli 2016, ISSN 0261-3077 (theguardian.com [abgerufen am 16. Dezember 2018]).

| Personendaten    | Personendaten                                                              |
| ---------------- | -------------------------------------------------------------------------- |
| NAME             | Byatt, A. S.                                                               |
| ALTERNATIVNAMEN  | Byatt, Antonia Susan; Byatt, Antonia S.; Byatt, AS; Drabble, Antonia Susan |
| KURZBESCHREIBUNG | britische Schriftstellerin                                                 |
| GEBURTSDATUM     | 24. August 1936                                                            |
| GEBURTSORT       | Sheffield                                                                  |
| STERBEDATUM      | 16. November 2023                                                          |
| STERBEORT        | London                                                                     |